# 法尔纳巴佐斯二世

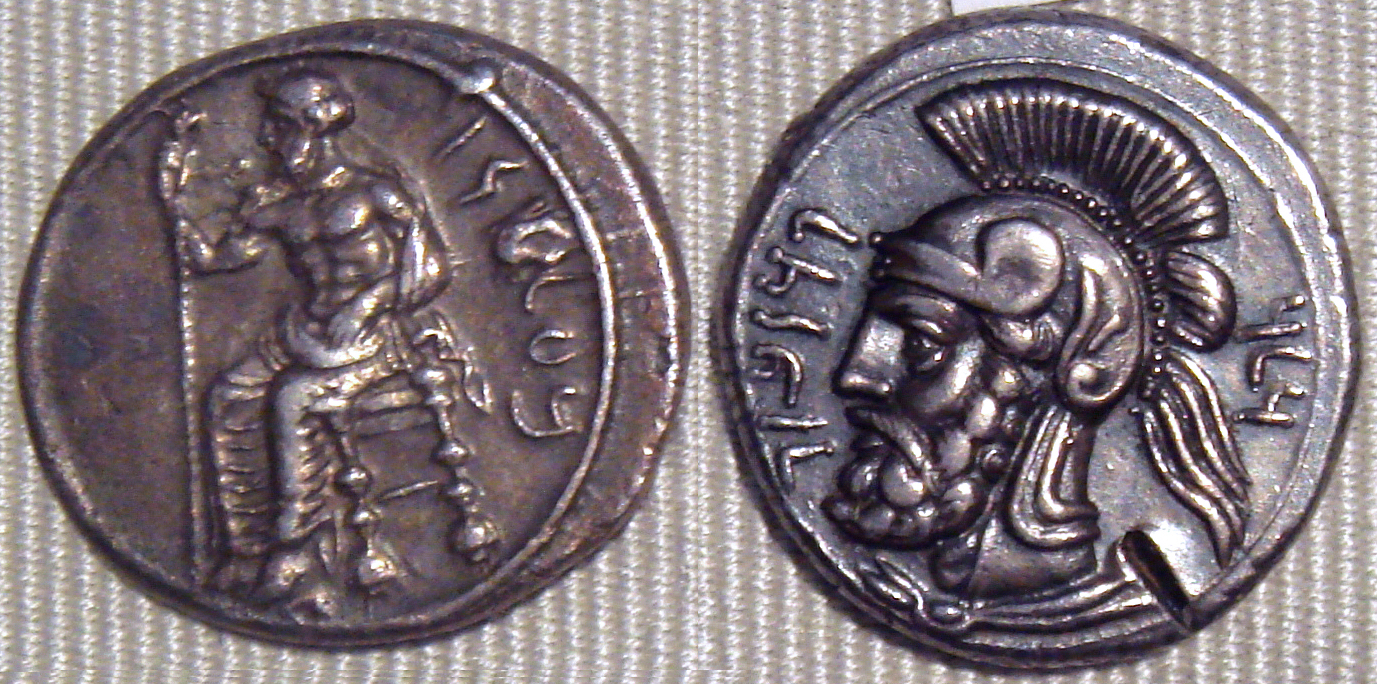
Baaltars on a throne (obverse) and head of Ares (reverse), on a double shekel of Pharnabazus (380-375 BC).

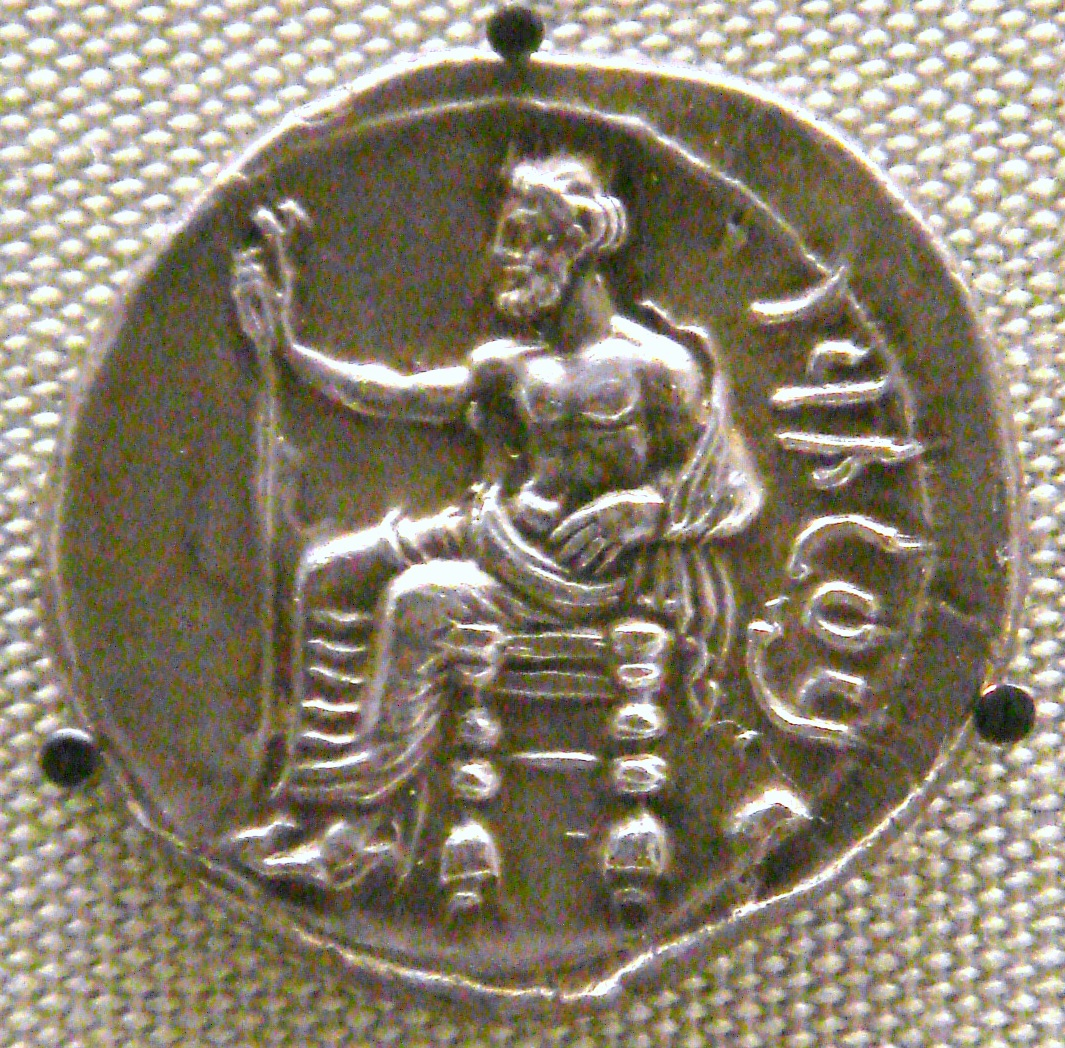
Silver stater of Pharnabazus as Satrap of Phrygia (379-374 BC). British Museum.

法尔纳巴佐斯（Pharnabazus） 是一位波斯军人和政治家。他的父亲是法尔奈克二世和弗里吉亚的法尔纳巴佐斯一世的孙子和阿尔塔巴佐斯（Artabazus）的曾孙。 自前478年起，他和他的男性祖先就在达斯库里乌姆（Dascylium）统治赫勒斯滂弗里吉亚。 他和阿尔塔薛西斯二世的女儿阿帕玛（Apama）结婚，他们的儿子阿爾塔巴左斯也是一位弗里吉亚总督。
根据諾爾迪克（Theodor Nöldeke）的研究，他是Otanes的后裔，是参与大流士一世杀害高墨达同谋中其中一位。 
前413年，法尔纳巴佐斯第一次在记载中出现，是他成为了该省总督，并收到了大流士二世的命令向爱奥尼亚沿岸的希腊城邦征收贡品，他就像卡里亚总督提萨斐尼一样，同斯巴达人谈判，和雅典人作战。 这场战争因为两位总督竞争，受到了很大阻碍，法尔纳巴佐斯表现的更积极和正直。 战争结束后，他又和斯巴达将军吕山德发生了冲突。